# Діастрофізм
Діастрофізм (рос. диастрофизм, англ. diastrophism, нім. Diastrophismus m) — у тектоніці — інтенсивний прояв тектонічних рухів і деформацій земної кори. Розрізняють окремі епохи або фази Д. (тектонічні епохи та фази складчастості).
Діастрофізм — це процес деформації земної кори, який включає складчастість і розломи. Діастрофізм можна вважати частиною геотектоніки. Слово походить від грецького διαστροϕή diastrophḗ «спотворення, вивих»
Діастрофізм охоплює рух твердого (пластичного) матеріалу кори на відміну від руху розплавленого матеріалу, який покривається вулканізмом. Рух призводить до того, що камінь згинається або ламається. Найбільш очевидні докази діастрофічного руху можна побачити там, де осадові породи були зігнуті, зламані або нахилені. Такі негоризонтальні шари забезпечують візуальний доказ руху. Діастрофічний рух можна класифікувати як два типи: складчасті та розломні, нахилені шари зазвичай є частиною більшої синкліналі або антикліналі. Діастрофічний рух часто називають орогенним, оскільки він пов'язаний з горотворенням.
Існують різні теорії про причину діастрофічного руху, наприклад, це результат тиску конвекційних потоків у мантії або підняття магми через кору. Інші деформації спричинені ударом метеорита та поєднанням сили тяжіння та ерозії, наприклад зсуви та осадження.
Вивчення діастрофізму охоплює різні реакції земної кори на тектонічні стреси. Ці реакції включають лінійні або торсійні горизонтальні рухи (такі як дрейф континентів) і вертикальне опускання та підняття літосфери (деформація) у відповідь на природні навантаження на земну поверхню, такі як вага гір, озер і льодовиків. Підповерхневі умови також спричиняють опускання або підняття, відомі як епейрогенія, на великих ділянках земної поверхні без деформації шарів гірських порід. Такі зміни включають потовщення літосфери внаслідок насуву, зміни щільності гірських порід літосфери, спричинені метаморфізмом або тепловим розширенням і стисненням, збільшення об'єму астеносфери (частини верхньої мантії, що підтримує літосферу), спричинене гідратацією олівіну, і орогенні, або горотворчі рухи.